# اژدهاماهی اعماق
اژدهاماهی اعماق (نام علمی: Grammatostomias flagellibarba) نام یک گونه از سرده نشانه‌دهان‌ها است.